# Graves-Saint-Amant
Graves-Saint-Amant és un municipi francès situat al departament del Charente i a la regió de la Nova Aquitània. L'any 2017 tenia 334 habitants.

## Demografia
El 2007 tenia 317 habitants. Hi havia 145 famílies. Hi havia 177 habitatges, dels quals 144 habitatges principals a, 19 segones residències i 14 desocupats.

## Economia
El 2007 la població en edat de treballar era de 212 persones, 164 eren actives. Hi havia 14 establiments, dels quals dues empreses extractives, dues empreses de construcció, sis empreses de comerç i reparació d'automòbils, una empresa financera, dues empreses immobiliàries i una empresa de serveis.
L'any 2000 hi havia setze explotacions agrícoles.